# Kepler-37
Kepler-37 é uma estrela do tipo espectral G da sequência principal localizada a cerca de 209 anos-luz da Terra na Constelação de Lyra. Possui uma massa equivalente à 80,3% da massa solar, um raio equivalente à 77% do raio solar, e uma temperatura de 5417 K, pouco menor que a temperatura do Sol, de 5772 K. Com uma idade de 5,66 bilhões de anos, é mais velha que o Sol, que tem uma idade de 4,6 bilhões de anos.

## Sistema planetário
O sistema é formado, além desta estrela, por quatro exoplanetas - Kepler-37b, Kepler-37c, Kepler-37d e Kepler-37e, descobertos em setembro de 2012 e anunciados em fevereiro de 2013. 
Kepler-37b é o planeta mais próximo à Kepler-37, à uma distância de 0,1 UA. Também é o menor exoplaneta descoberto ao redor de uma estrela da sequência principal, com cerca de 4500 km de diâmetro, é comparável em tamanho à lua de Júpiter Calisto e ao planeta Mercúrio. 
Kepler-37c possui três-quartos do diâmetro da Terra e completa uma órbita ao redor de sua estrela em aproximadamente 21 dias a uma distância de pouco menos de 0,14 UA.
Kepler-37d possui cerca de duas vezes o diâmetro da Terra e completa uma órbita ao redor de sua estrela em cerca de 40 dias à uma distância de 0,21 UA.
| Companheiro (em ordem da estrela) | Massa (MTerra) | Semieixo maior(UA) | Período orbital (dias) | Excentricidade | Inclinação | Raio(RTerra) |
| --------------------------------- | -------------- | ------------------ | ---------------------- | -------------- | ---------- | ------------ |
| b                                 | 0,01           | 0,1003             | 13,367308              | —              | 88,63º     | 0,354        |
| c                                 | —              | 0,1368             | 21,301886              | —              | 89,07º     | 0,742        |
| d                                 | 5,4±1,4        | 0,2109             | 29,46                  | —              | 89,335º    | 1,99         |
| e (disputado)                     | —              | 0,2508             | 51,196                 | —              | —          | —            |